# Lampetis decorsei
Lampetis decorsei es una especie de escarabajo del género Lampetis, familia Buprestidae. Fue descrita científicamente por Théry en 1905.